# Flotsam and Jetsam
A Flotsam and Jetsam amerikai thrash-metal/progresszív metal/speed metal együttes. A zenekar 1981-ben alakult az arizonai Phoenix-ben. Első nagylemezük 1986-ban jelent meg. Eleinte Paradox, Dredlox és Dogz neveken működtek. A zenekar leginkább arról híres, hogy Jason Newsted itt játszott, mielőtt a Metallicához csatlakozott.

## Diszkográfia

### Stúdióalbumok
- Doomsday for the Deceiver (1986)
- No Place for Disgrace (1988)
- When the Storm Comes Down (1990)
- Cuatro (1992)
- Drift (1995)
- High (1997)
- Unnatural Selection (1998)
- My God (2001)
- Dreams of Death (2005)
- The Cold (2010)
- Ugly Noise (2012)
- Flotsam and Jetsam: (2016)
- The End of Chaos (2019)
- Blood in the Water (2021)
- I Am the Weapon (2024)